# Теттий Факунд
Те́ттий Факу́нд (лат. Tettius Facundus; умер после 336 года) — древнеримский государственный и политический деятель, консул 336 года.

## Биография
О карьере Теттия Факунда известно только лишь то, что в 336 году он был назначен консулом вместе с Вирием Непоцианом. Возможно, его следует идентифицировать с неким проконсулом Факундом, упоминаемым в законе Кодекса Феодосия от 22 мая 359 года. Более никаких сведений о его жизни нет.